# Johann Georg Pucher von Meggenhausen
Johann Georg Pucher von Meggenhausen (* 6. Januar 1602; † 1664 oder nach 1680; auch Johann Georg Pucher oder Puecher) war ein kaiserlicher Hofbeamter in Wien. Er diente den drei Kaisern Ferdinand II., Sohn Ferdinand III. und Enkel Leopold I.

## Leben
Er entstammte dem ursprünglich im Schweizer Kanton Graubünden ansässigen alten Adelsgeschlecht Pucher von Meggenhausen und war der Sohn des Reichshofrats Johann Rudolf Pucher von Meggenhausen († 1625) und der Maria Wagner.
Im Jahr 1639 kaufte Johann Georg Pucher von Dr. jur. Veit Sieß das Gut Zwölfaxing. Außerdem war er Herr von Kadau und Reichenberg.
In den frühen Jahren des Dreißigjährigen Krieges war Pucher kaiserlicher Rat und als Hofkriegsratssekretär beschäftigt. Zu dieser Zeit richtete er ein Gesuch an den Kurfürsten von Mainz Anselm Casimir Wambolt von Umstadt, worin er diesen um Bestätigung des alten Ritterstandes bat, was ihm 1635 gewährt wurde. Im Jahr 1640 wurde er dann zum kaiserlichen Hofkriegsrat ernannt – mit einem Jahresgehalt von 1.200 Gulden –, obwohl er nur dem niederen Adel angehörte, Am 3. Januar 1652 wurde Pucher in Wien in den österreichischen Freiherrenstand mit dem Adelsprädikat „von und zu Meggenhausen zu Kadau, Reichenberg und Zwölfaxing“ erhoben. Im Jahr 1655 wurde er in den böhmischen Herrenstand aufgenommen. Im Jahr 1680 wird er auch als Internuntiaturssekretär bezeichnet.
Pucher von Meggenhausen war mit Maria Catharina Freiin von der Ehr vermählt. Seine Kinder waren der Sohn Johann Rudolf und die Tochter Marianna. Am 21. April 1665 macht Pucher sein Testament.